# Antonín Bichler
Antonín Bichler (20. ledna 1920 – 6. listopadu 2004) byl český a československý politik Komunistické strany Československa a poúnorový poslanec Národního shromáždění ČSSR a Sněmovny lidu Federálního shromáždění.

## Biografie
Ve volbách roku 1960 byl zvolen za KSČ do Národního shromáždění ČSSR za Severomoravský kraj. Mandát obhájil ve volbách v roce 1964. V Národním shromáždění zasedal až do konce jeho funkčního období v roce 1968. K roku 1968 se uvádí profesně jako vedoucí technického odboru Železáren VŘSR v Třinci.
Před volbami roku 1964 v rámci předvolební agitace zdůrazňoval, že za jeho mandátu byla postavena silnice do nejvýchodnější české obce Hrčava. Jako předseda parlamentního výboru pro hlavní výrobní odvětví a dopravu se vyjadřoval i k soupeření se Západem: „Předhonit Spojené státy ve výrobě oceli na obyvatele nebylo lehké. Stálo to hodně potu a úsilí. Bude stát i nyní hodně potu a úsilí, abychom zvítězili na frontě kvalitativních ukazatelů. Ale my tu zvítězit musíme“.
Po federalizaci Československa usedl roku 1969 do Sněmovny lidu Federálního shromáždění (volební obvod Třinec), kde setrval do prosince 1970, kdy rezignoval. Po invazi vojsk Varšavské smlouvy do Československa ho severomoravské vedení KSČ zařadilo na seznam „představitelů a exponentů pravice“. V té době je uváděn jako vedoucí technického oddělení třineckých železáren.